# Южно-Туркменистанская археологическая комплексная экспедиция

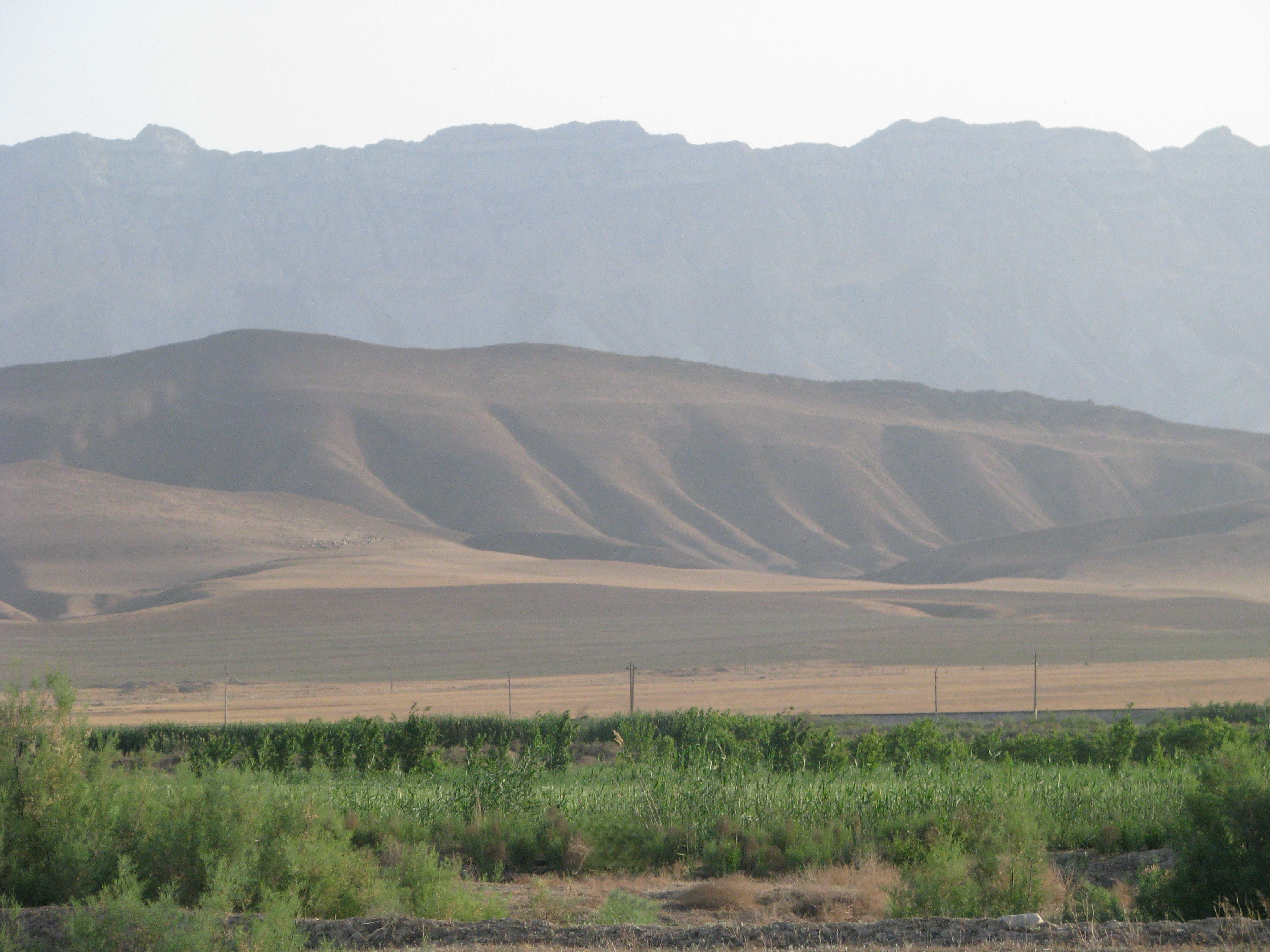
Горы Копетдаг

Комплексная археологическая экспедиция Южного Туркменистана (STACE), а также Южно-Туркменистанская археологическая комплексная экспедиция (ЮТАКЭ) была утверждена Академией наук Туркменистана. Первоначально она была организована востоковедом Михаилом Евгеньевичем Массоном в 1946 году.
Поселения медного века на юге Туркменистана, согласно Массону, датируются концом 5-го тысячелетия — началом 3-го тысячелетия до н. э., согласно оценке углеродного датирования и палеомагнитных исследований находок, полученных STACE в Алтын-Депе и Теккен-Депе. Предгорья гор Копетдаг выявили самые ранние сельские культуры Центральной Азии в районах Намазга-Тепе (более 50 гектаров) и Алтын-Депе (26 гектаров), Улуг-Депе (20 гектаров), Кара-Депе (15 гектаров) и Гёк-Сюр (12 гектаров). В 1952 году Борис Куфтин определил эти поселения к позднему бронзовому веку на основе раскопок, проведенных в Намазга-Тепе (называемых Намазга (NMG) I—VI).
Однако, медный период закончился приблизительно 2700 до н. э. из-за естественных факторов экологии с оазисом Гёк-Сюр. Это привело к миграции людей в древнюю дельту реки Теджен. Это также привело к поселениям раннего бронзового века в Хапуз-Депе.

## География
Географическое положение исследований на юге Туркменистана не обозначено точно. Мерв — один из регионов, исследованных советскими археологами ЮТАКЭ. Намазга-Тепе («tepe» означает «курган») находится в 100—120 километрах от Ашхабада в Туркменистане на границе с Ираном и находится к юго-востоку от Каспийского моря. Самым крупным поселением, найденным в предгорьях Копет-Дага (диапазон курганов, простирающихся до границы с Ираном), было Намазга-Тепе.

## История
Оазис Мерв широко исследовался в 1904 году американской командой; однако опубликованные отчеты носили предварительный характер. В период с 1940 по 1950 годы азиатские республики начали создавать археологические учреждения в своих странах. Среди них Комплексная археологическая экспедиция Южного Туркменистана, созданная Массоном в 1946 году под эгидой Академии наук Туркменистана для проведения исследований в нескольких местах. Эти исследования включали:
- 1947—1952: исследование Алексеем Окладниковым мест мезолита
- 1940-е и 1950-е: раскопки энеолита и бронзового века Куфтиным
- 1955-62: раскопки В. М. Массона, И. Н. Хлопина и Сарианиди из неолитических участков во многих местах, в том числе Джетун в Гёк-Сюр и Монджукли Депе
- С 1965 года: раскопки бронзового века Массоном, в том числе на площадке в Алтын-Депе
- Раскопки Г. Н. Лисицыной для исследования доисторических хозяйств и ирригационных систем[2]
- 1977-92: исследования Хлопина в Сумбарской долине

С 1992 года раскопки проводились в рамках совместного проекта Turkmen-British-Merv. Это дало исторические данные об оборонительных сооружениях и жилом комплексе эллинистического, парфинского и сасанидского периодов.

## Раскопки
V бригада обнаружила особенности состава металлов в палеометаллическую эпоху в поселении Аллын-Депе.
Бригада VII, проведенная Куфтиным, проводила разведку в Намазга-Депе, в ходе которой были обнаружены шесть фаз, называемых Намазга I—VI. Между 1951 и 1961 годами VII бригада исследовала место бронзового века Алтын-Депе (которое было открыто ранее А. А. Семеновым в 1929), комплекс Яз I железного века в Маргиане (старая дельта реки Мургаб, 11 мест в древней дельте Гёк-Сюр, и предгорные участки бронзового века в Сумбарской долине с примечательным открытием кладбища раннего бронзового века Пархай II.
В Маргианской археологической экспедиции, предпринятой во время второй фазы, работы были продолжены в Аушин-Депе и Такирбай-Депе, которые выявили 100 памятников бронзового века и поселение Гомур I. Также были изучены участки в южных и восточных Тоголоке и Гомуре. Культура Джейтун в местах неопита Копетдаг была исследована в 1963—1973 годах.

## Намазга-Тепе
Исследования в предгорьях Копетдага выявила хорошо развитые ирригационные системы с водным контролем, что привело к процветанию, и созданию региональных центров. Самым крупным из этих поселений является Намазга-Тепе площадью 50 гектаров. Раскопки, сделанные на этом месте, привели к открытию шести различных периодов, названных Намазга-Депе с I по VI. Периоды датируются с конца 5-го тысячелетия до начала 3-го тысячелетия до нашей эры. В процессе развития в течение этих веков наблюдался переход от медного века к раннему бронзовому веку. Жилые дома также превратились из хаотично спланированных однокомнатных домов в большие дома с множеством комнат с окрашенными интерьерами (лакированные картины) и с очагом. Оборонительные форты были частью поселений. Были обнаружены амулеты из камня медного века с геометрическими формами, гончарные традиции с двухъярусными печами для обжига керамики, терракотовые статуэтки, печати из глины и камня, а также центры металлургического производства. Розетки и зооморфные узоры были обнаружены, представляя различные периоды, как в Намазга-Тепе, так и в других поселениях в предгорьях гор Копетдаг. Это явно свидетельствует о сельских культурах Центральной Азии.

## Алтын-Депе
Куфтин был приглашен в Среднюю Азию для проведения исследований в 1949 году. Сначала он разведал Туркменистан и выбрал очень большой курган, Алтындепе (в переводе с туркменского языка «Золотой курган»). С этого кургана видна дельта Тедзена у подножия Копетдага. Он обнаружил неолитическое поселение, простирающееся до бронзового века на юге Туркменистана около села Миана, населенного пункта площадью 25 гектаров размерами 30 на 8 метров. Этот раскопанный курган оказался крупным поселением, 2,5 км в длину и 500 м в ширину, и был определен как крупный город бронзового века. С самой высокой точки этого кургана была вырыта траншея на глубину 30 метров, в слоях были найдены следы бронзового века, неолита и энеолита. Керамика, собранная из разных слоев траншеи, позволила Куфтину установить хронологию находок. Через год после начала исследований он внезапно умер, и его заменил Вадим Михайлович Массон, который опубликовал книгу. Поселение Ильгинлы также переместилось в Алтын-Депе. Стены форта раннего бронзового периода с украшенными башнями и огромным входом окружали это поселение, хотя при обнаружении они были в руинах. Открытия советских археологов датировали находки в этом месте, в хронологическом порядке, второй половиной третьего тысячелетия до нашей эры. Алтын-Депе также предоставил связь с несколькими культурами бронзового века Евразии.
Наиболее заметными находками в гробницах элиты, расположенных на окраине Алтын-Депе, были "дискообразный каменный «груз», миниатюрная колонна, более 1500 бус, стеатитовая плита, лепной глиняный волк, а также золотая голова быка с бирюзовым серпом на лбу.

## Гёк-Сюр
Оазис Гёксюр, расположенный в предгорьях Копетдага, к востоку от Алтын-Тепе, находится в пустынном регионе на границе с Ираном. Он простирается на площади 12 гектаров в 20 км к востоку от города Теджен. Несмотря на то, что в эпоху анеолита пространство между домами использовалось для захоронений, поселение было не кладбищем, а именно поселением, на которое повлияли смещение песчаных дюн и нехватка воды. В Гёк-сюре обнаружены «самодельные многокомнатные дома и групповые погребальные камеры». Керамика была также найдена с дихроматическими картинами и многими женскими терракотовыми статуэтками. Культура Гёк-Сюра коррелировала с восточной группой племён Аннау, имеющих связи с Эламом и Месопотамии.

## Гонур-Депе

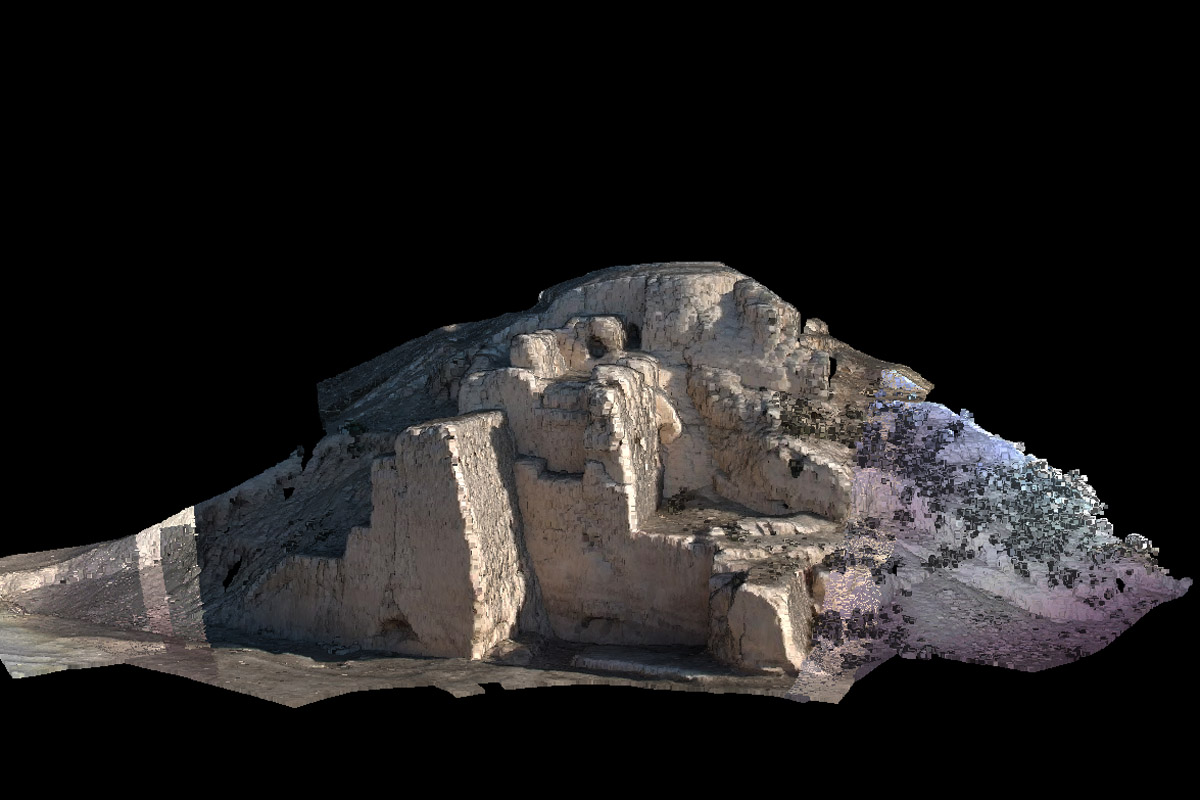
Трёхмерная модель раскопок города Гяур-кала

Согласно известному советскому и российскому археологу В.Сарианиди, который исследовал курган, Гонур-Депе был «столицей или имперским городом-государством бронзового века, протянувшегося на не менее тысячи квадратных миль и охватывающего сотни поселений-спутников». Он также назвал его «пятым в мире центром древней цивилизации» с его утонченным обществом под названием «Туркменское общество реки Мургаб», формально названным «Бактрийско-Маргианский археологический комплекс». Говорят, что он находится в союзе с «культурными колыбелями древности» Египта, Месопотамии, Индии и Китая.
Религиозные практики указывали на то, что это место рождения зороастрийской религии. Практики жертвоприношения овец, храмы, посвященные огню и воде, питье сома-хаома (варево, предположительно сделанное из опия, эфедры и местного наркотика) были выведены как практики, которым следуют зороастрийцы.